# Macroagelaius
Macroagelaius – rodzaj ptaków z podrodziny epoletników (Agelaiinae) w rodzinie kacykowatych (Icteridae).

## Zasięg występowania
Rodzaj obejmuje gatunki występujące w Ameryce Południowej.

## Morfologia
Długość ciała samców 29–30 cm, masa ciała średnio 87,3 g; długość ciała samic 25–28 cm, masa ciała średnio 71,7 g.

## Systematyka

### Etymologia
Macroagelaius (Macragelaeus): gr. μακρος makros – długi; rodzaj Agelaius Vieillot, 1816. 

### Podział systematyczny
Do rodzaju należą następujące gatunki:
- Macroagelaius subalaris (Boissonneau, 1840) – epoletowiec kasztanowaty
- Macroagelaius imthurni (P.L. Sclater, 1881) – epoletowiec złoty